# Stefan George

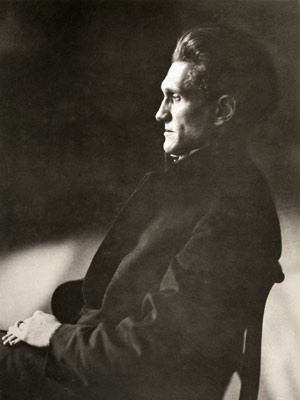
Stefan George, 1910 (Fotografie von Jacob Hilsdorf)

Stefan Anton George (* 12. Juli 1868 in Büdesheim, heute Stadtteil von Bingen am Rhein; † 4. Dezember 1933 in Locarno) war ein deutscher Lyriker. Zunächst vor allem dem Symbolismus verpflichtet, wandte er sich nach der Jahrhundertwende vom reinen Ästhetizismus der zuvor in den Blättern für die Kunst propagierten „kunst für die kunst“ ab und wurde zum Mittelpunkt des nach ihm benannten, auf eigenen ästhetischen, philosophischen und lebensreformerischen Vorstellungen beruhenden George-Kreises.

## Leben

### Kindheit und Jugend
George wurde als Sohn des Gastwirts und Weinhändlers Stephan George und dessen Frau Eva (geb. Schmitt) in Büdesheim (bei Bingen) geboren. Die Familie stammte ursprünglich aus dem seit 1766 zu Frankreich gehörenden Roupeldange. Der Bruder von Georges Urgroßvater Jacob (1774–1833), Johann Baptist George (Grab in Büdesheim), war von hier nach Büdesheim gezogen und hatte (da selbst kinderlos) als Erben Georges Großvater Anton (1808–1888; Soldat unter Karl X.) sowie dessen Bruder Etienne (den späteren Politiker) zu sich geholt. Stefan George galt als verschlossenes, eigenbrötlerisches Kind, das schon früh zur Selbstherrlichkeit neigte. Ab 1882 besuchte er das Ludwig-Georgs-Gymnasium in Darmstadt. Nebenbei lernte er selbstständig Italienisch, Hebräisch, Griechisch, Latein, Dänisch, Niederländisch, Polnisch, Englisch, Französisch und Norwegisch, um fremde Literaturen im Original lesen zu können. Seine Sprachbegabung veranlasste ihn auch, mehrere Geheimsprachen zu entwickeln. Eine davon behielt er bis zum Ende seines Lebens für persönliche Notizen bei; da jedoch alle entsprechenden Unterlagen nach seinem Tod vernichtet wurden, ist sie bis auf zwei Zeilen in einem Gedicht verloren und diese können auch nicht mehr entschlüsselt werden.
Während seiner Schulzeit entstanden erste Gedichte, die ab 1887 in der mit Freunden gegründeten Zeitung Rosen und Disteln erschienen und in den 1901 veröffentlichten Band Die Fibel aufgenommen wurden. Nach seinem Abitur im Jahre 1888 bereiste George die europäischen Metropolen London, Paris und Wien. In Wien lernte er 1891 Hugo von Hofmannsthal kennen. In Paris traf er auf den Symbolisten Stéphane Mallarmé und dessen Dichterkreis, der ihn nachhaltig beeinflusste und ihn seine exklusive und elitäre Kunstauffassung des l’art pour l’art entwickeln ließ. Seine Dichtungen sollten sich jeglicher Zweckgebundenheit und Profanierung entziehen. Zu Georges Pariser Kontaktpersonen gehörte auch Paul Verlaine. Unter dem Einfluss der Symbolisten entwickelte George eine Abneigung gegen den in Deutschland zu jener Zeit sehr populären Realismus und Naturalismus. Seit 1889 studierte er drei Semester lang an der Philosophischen Fakultät der Friedrich-Wilhelms-Universität Berlin, brach sein Studium jedoch bald ab. Danach blieb er sein Leben lang ohne festen Wohnsitz, wohnte bei Freunden und Verlegern (wie Georg Bondi in Berlin), auch wenn er sich zunächst noch relativ häufig in das Elternhaus in Bingen zurückzog. Zwar hatte er von seinen Eltern ein beträchtliches Erbe erhalten, doch lebte er stets sehr genügsam. Als Dichter identifizierte er sich früh mit Dante (als der er auch beim Münchner Fasching auftrat), dessen Divina Commedia er in Teilen übersetzte.

### kunst für die kunst

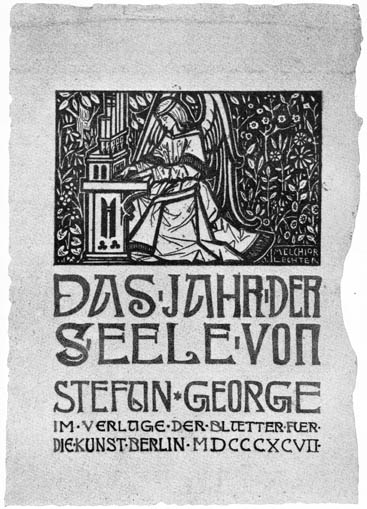
Das Jahr der Seele

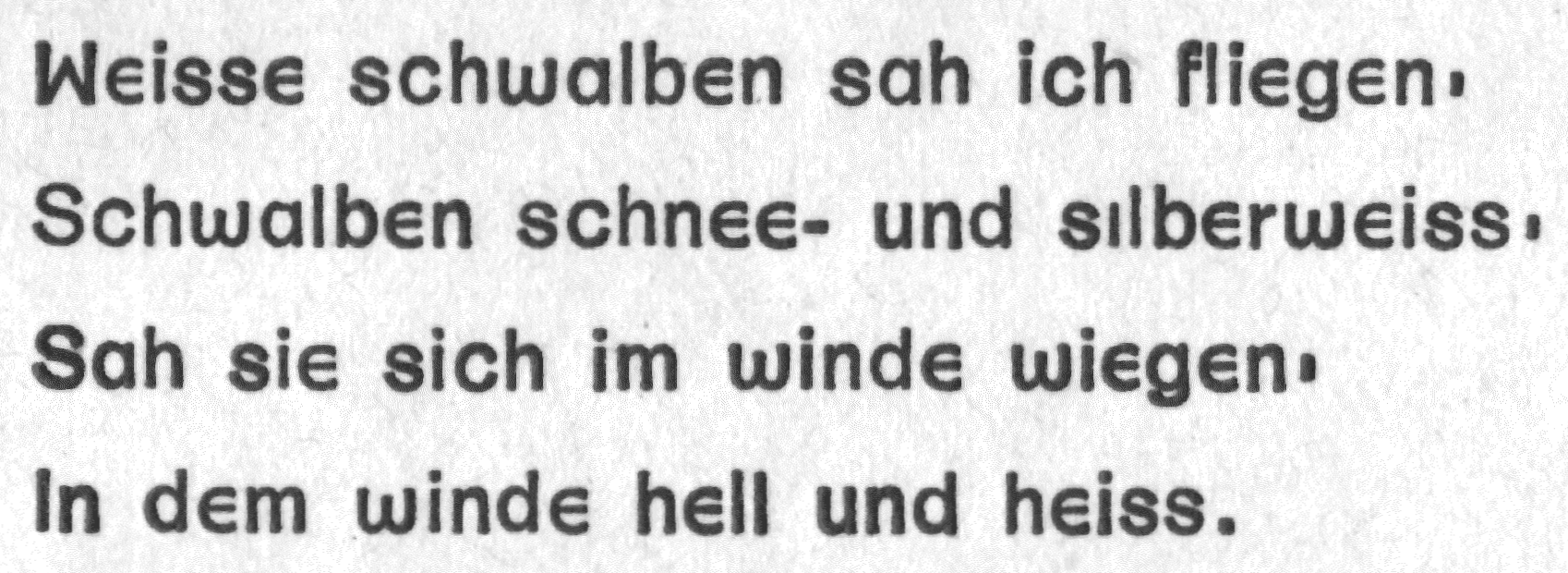
Text in St.-G.-Schrift

Vor allem sein frühes Werk zeugt von dem Versuch, eine lyrische Erneuerung in Deutschland zu erreichen. 1892 gründete er zusammen mit Carl August Klein die Zeitschrift Blätter für die Kunst, die, ganz im Geiste des l’art pour l’art von Baudelaire, Verlaine und Mallarmé, im Dienst einer „kunst für die kunst“ standen. In der folgenden Zeit entstanden die Gedichtbände Hymnen, Pilgerfahrten, Algabal, Die Bücher der Hirten und Preisgedichte, Das Jahr der Seele und Der Teppich des Lebens, mit dem George sich schrittweise vom Ästhetizismus entfernte. Die „Blätter“ erschienen bis 1919 im Privatdruck in unregelmäßigen Abständen mit insgesamt zwölf Folgen von jeweils fünf Heften à 32 Seiten, einige von ihnen als Doppelausgaben. Die Anfangsauflage betrug 100 Exemplare, die sich später bis auf 2000 steigerte. Auf dem Titelblatt wurde bis zuletzt die Exklusivität hervorgehoben: „Diese zeitschrift im verlag des herausgebers hat einen geschlossenen von den mitgliedern geladenen leserkreis.“ Die ersten Auflagen lagen nur in drei ausgewählten Buchhandlungen in Berlin, Wien und Paris aus. Die Mitglieder waren namentlich im „Kreis der Blätter für die Kunst“ vertreten.
George trat in dieser Zeit in Lesungen vor ausgesuchtem Hörerkreis auf. Während er in ein priesterliches Gewand gekleidet seine Verse verlas, lauschte das Publikum ergriffen. Anschließend empfing er einzelne Zuhörer zu Audienzen in einem Nebenzimmer. Seine Bücher waren ungewöhnlich gestaltet und zunächst nur in intellektuellen Kreisen vorhanden. Auffallend war vor allem deren Schriftbild: in gemäßigter Kleinschreibung gehalten, Versalien nur für Versanfänge, teilweise Eigennamen und andere Betonungen. Ab 1904 erschienen Georges Drucke in einer eigenen Drucktype, der so genannten St.-G.-Schrift, die vorgeblich auf Georges eigener „Handschrift“ basierte. Ein Merkmal ist die teilweise Verwendung eines Hochpunkt genannten mittig hochgestellten kurzen senkrechten Strichs (also einer Formvariante des Mittelpunktes) statt des Kommas.
Georges Ausführungen über die Kunst fanden bald wachsenden Anklang im geisteswissenschaftlichen Raum. Dies lag vor allem daran, dass der Mitarbeiterkreis der Blätter für die Kunst Einfluss auf die Literaturwissenschaft des frühen 20. Jahrhunderts hatte. Der George nahestehende Friedrich Gundolf hatte beispielsweise den Lehrstuhl für Germanistik an der Universität Heidelberg inne und erregte mit Monographien über Johann Wolfgang von Goethe und William Shakespeare Aufsehen. Karl Wolfskehl hingegen leistete bedeutende Arbeit auf dem Gebiet der Übertragung alt- und mittelhochdeutscher Dichtung.
Neben seiner schriftstellerischen Tätigkeit war George als kongenialer Übersetzer tätig, der die jeweiligen Originale übersetzte und umdichtete, wobei er auch ihre Struktur, ihr Sinngefüge und ihren Rhythmus zu übertragen versuchte.

### George-Kreis

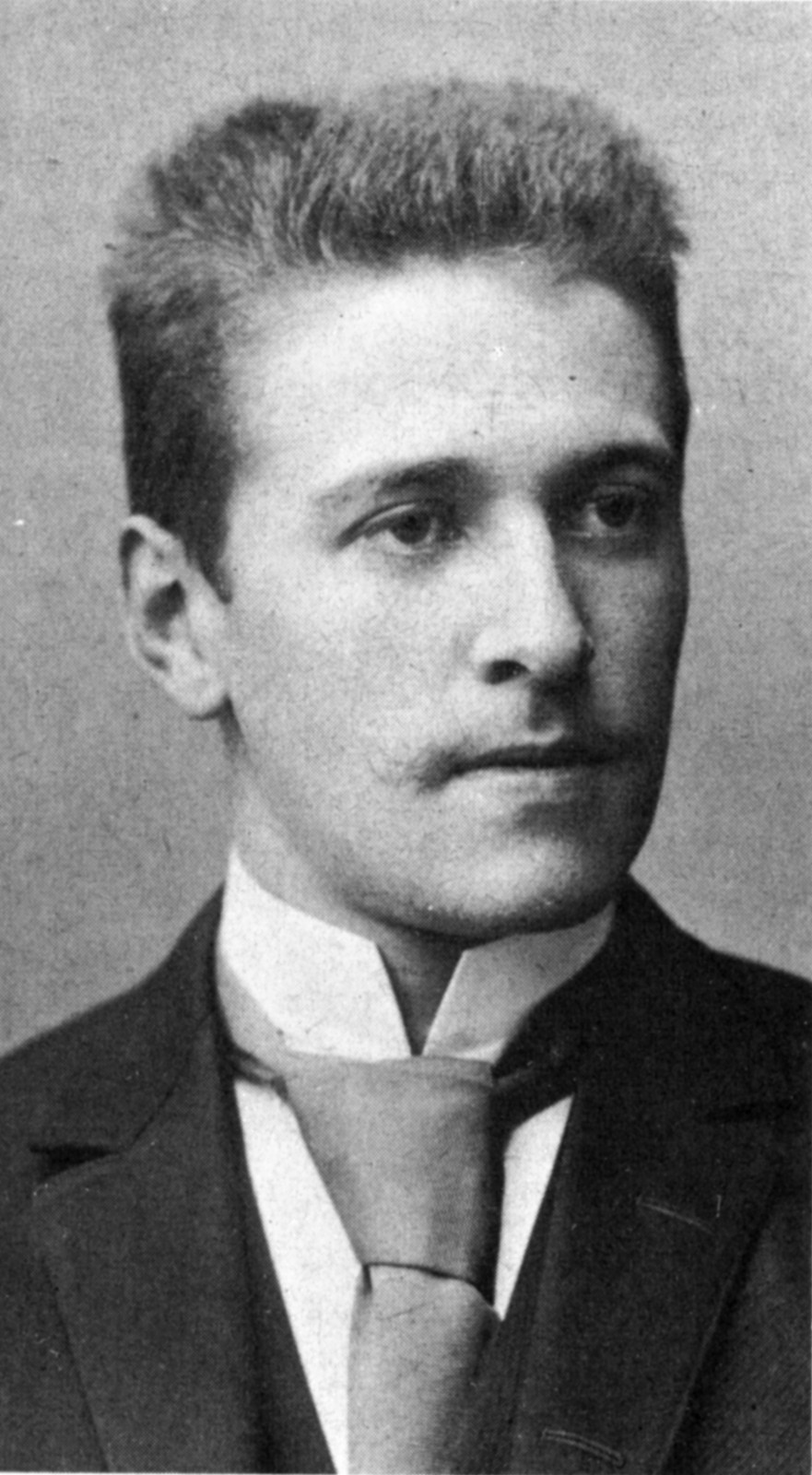
Hugo von Hofmannsthal im Alter von 19 Jahren, 1893

Ab etwa 1892 versammelten sich gleichgesinnte Dichter um George, die sich mit ihm geistig verbunden fühlten. Maßgebend für die Anschauungen des sogenannten George-Kreises waren Georges Veröffentlichungen. Zunächst war es ein Bund Gleichgestellter, der sich um die Blätter für die Kunst scharte; zu ihnen gehörten Paul Gérardy, Karl Wolfskehl und Ludwig Klages, Karl Gustav Vollmoeller und andere. Damals war der Bund zwar auf George hin ausgerichtet, aber die Struktur blieb lose. Nach 1900 änderte sich der Charakter des Kreises. Mit dem Beitritt neuer und jüngerer Mitglieder änderte sich auch das Verhältnis zum „Meister“. George fühlte sich als Bildner und Lehrmeister der Jugend. Vornehmlich Friedrich Gundolf, später auch die drei Brüder Stauffenberg, folgten ihm wie Jünger.
Zu Georges engen Vertrauten zählte anfangs auch der Wiener Schriftsteller Hugo von Hofmannsthal. Die Beziehung war von Seiten Georges, der sich homoerotisch zu Männern hingezogen fühlte, ausgegangen. Sein ungestümes Drängen jedoch ließ die Faszination Hofmannsthals, der den sechs Jahre älteren George an Heiligabend 1891 nichts ahnend besuchte, in Angst umschlagen. Georges Besessenheit ging so weit, dass er den 17-Jährigen sogar zum Duell aufforderte, weil Hofmannsthal sein Werben angeblich falsch gedeutet habe. Dazu kam es nicht, aber Hofmannsthal fühlte sich von George derart verfolgt, dass er in seiner Verzweiflung schließlich seinen Vater um Hilfe bat, dem es mit einem klärenden Gespräch gelang, Georges Nachstellungen zu unterbinden.
Der geistige Umgang der beiden dauerte dennoch fast 15 Jahre an, wobei George immer die Rolle des bestimmenden älteren Freundes einnahm. Gleichwohl wehrte sich Hofmannsthal, bei aller Hochschätzung der dichterischen Genialität Georges, gegen die persönliche Vereinnahmung durch ihn und seinen Kreis. Aus dieser Zeit stammt ein intensiver Briefwechsel. Hofmannsthal stellte in seinem Gespräch über Gedichte (1903) das berühmte, aus dem Jahr der Seele stammende Gedicht vor, mit dem George diesen Zyklus einleitet:
Komm in den totgesagten park und schau:

Der schimmer ferner lächelnder gestade ·

Der reinen wolken unverhofftes blau

Erhellt die weiher und die bunten pfade.

Dort nimm das tiefe gelb · das weiche grau

Von birken und von buchs · der wind ist lau ·

Die späten rosen welkten noch nicht ganz ·

Erlese küsse sie und flicht den kranz ·

Vergiss auch diese lezten astern nicht ·

Den purpur um die ranken wilder reben

Und auch was übrig blieb von grünem leben

Verwinde leicht im herbstlichen gesicht.
Es wurde immer klarer, dass die gegenseitigen Erwartungen enttäuscht wurden und ihre künstlerischen Vorstellungen immer weiter auseinandergingen. So konzentrierte sich George auf die Lyrik und verlangte Gefolgschaft, der sich Hofmannsthal allmählich entzog, zumal er sich auch dem Drama und anderen Formen gegenüber aufgeschlossen zeigte. Auf die Widmung seines Trauerspiels Das gerettete Venedig von 1904 an George reagierte dieser ablehnend. Er bescheinigte Hofmannsthal, dass der Versuch, den „Anschluss an die große Form zu finden“, misslungen sei. Im März 1906 brachen sie den Kontakt ganz ab. Noch dramatischer erging es dem Heidelberger Professor Friedrich Gundolf, der sich in einem derartigen Hörigkeitsverhältnis zu ihm befand, dass er den Ausschluss aus dem George-Kreis (Grund war seine Heirat 1926 mit Elisabeth Salomon, die der eifersüchtige George nicht duldete) nicht verwand. 1927 erkrankte er an Krebs, an dem er 1931 starb. Mit Ausschluss und Verachtung strafte George auch nach dessen Verehelichung den Germanisten Max Kommerell, den Mentor des jungen Claus von Stauffenberg in Georges „Staat“.
Die drei Brüder Stauffenberg, darunter der spätere Hitler-Attentäter Claus von Stauffenberg (s. u. Bedeutung), gehörten seit 1923 zum Kreis Georges. Um 1930 bestimmte er Berthold als seinen Nacherben nach Robert Boehringer (vgl. auch Stefan George Stiftung).

### Wandel zum Propheten

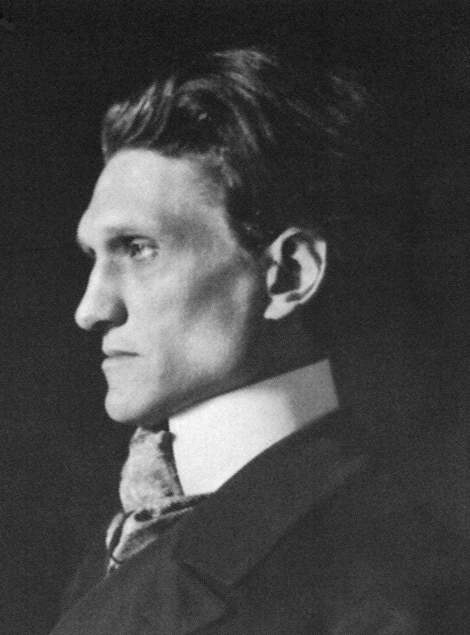
Stefan George, 1910

Ab 1907 ist eine Zäsur in der Entwicklung von Georges Kunstbegriff zu erkennen. Seine Werke entsprachen nicht mehr dem Anspruch der sogenannten selbstgenügsamen Kunst, sondern nahmen zusehends einen prophetischen und religiösen Charakter an. Fortan fungierte George mehr und mehr als ästhetischer Richter oder Ankläger, der gegen eine Zeit der Verflachung anzukämpfen suchte. Anlass hierzu war vor allem die Begegnung Georges mit dem vierzehnjährigen Maximilian Kronberger 1902 in München. Nach dem plötzlichen Tod Kronbergers 1904 stellte George ein Gedenkbuch zusammen, das 1906 mit einer Vorrede erschien, in der „Maximin“ (so nennt ihn George darin) zum Gott erhoben wurde, der „in unsere Kreise getreten war“. Inwieweit dieser „Maximin-Kult“ von den Mitgliedern des Kreises gemeinsam getrieben wurde oder aber von George selbst, welcher dadurch, dass er die Göttlichkeit Maximins erkannt hatte, seine eigene zentrale Stellung rechtfertigen wollte, ist schwierig zu rekonstruieren.
Außerdem war der thematische Bruch Georges in dessen Privatleben begründet. In jener Zeit hatte er sich vom okkulten Kreis Ludwig Klages’ und Alfred Schulers abgewandt und den Kontakt zu Hugo von Hofmannsthal abgebrochen. Der Wegfall einiger Anhänger und die Gefolgschaft jüngerer Dichter bewirkten einen Wandel der Blätter für die Kunst. Die nun teilweise auch anonym veröffentlichten Gedichte rückten ins Metaphysische und behandelten zunehmend apokalyptische, expressionistische und esoterisch-kosmische Themen. Auch der George-Kreis veränderte sich dadurch. War er zuvor eine Vereinigung Gleichgesinnter gewesen, so wandelte er sich nun zu einem hierarchischen Bund aus Jüngern, die sich um den als über sie erhaben empfundenen Meister George scharten. Manche Journalisten kolportieren einen ursächlichen Zusammenhang zwischen dem „elitären Denken des autoritär strukturierten George-Kreises“ und dem sexuellen Missbrauch im Umfeld Wolfgang Frommels, eines Verehrers von Georges Lyrik. Die frühesten der dokumentierten Taten geschahen allerdings sechs Jahre nach Georges Tod und Frommel gehörte weder dem Kreis um George an noch ist er, wie aus dem einzigen überlieferten Brief von ihm an den verehrten Meister zu schließen ist, diesem jemals persönlich begegnet.
Eines der bedeutenden Werke, in denen sich Georges Wendung manifestierte, war der 1907 veröffentlichte Gedichtband Der siebente Ring, in dessen Zentrum der Zyklus Maximin steht. Den Höhepunkt erreichte die Entwicklung mit dem 1913 veröffentlichten, formstrengen Gedichtband Der Stern des Bundes, in dem Maximin – „Du stets noch anfang uns und end und mitte“ – zum „Stern“ des „Bundes“, d. h. des George-Kreises, erhöht wurde.

### Kriegsablehnung und Idol der Jugend

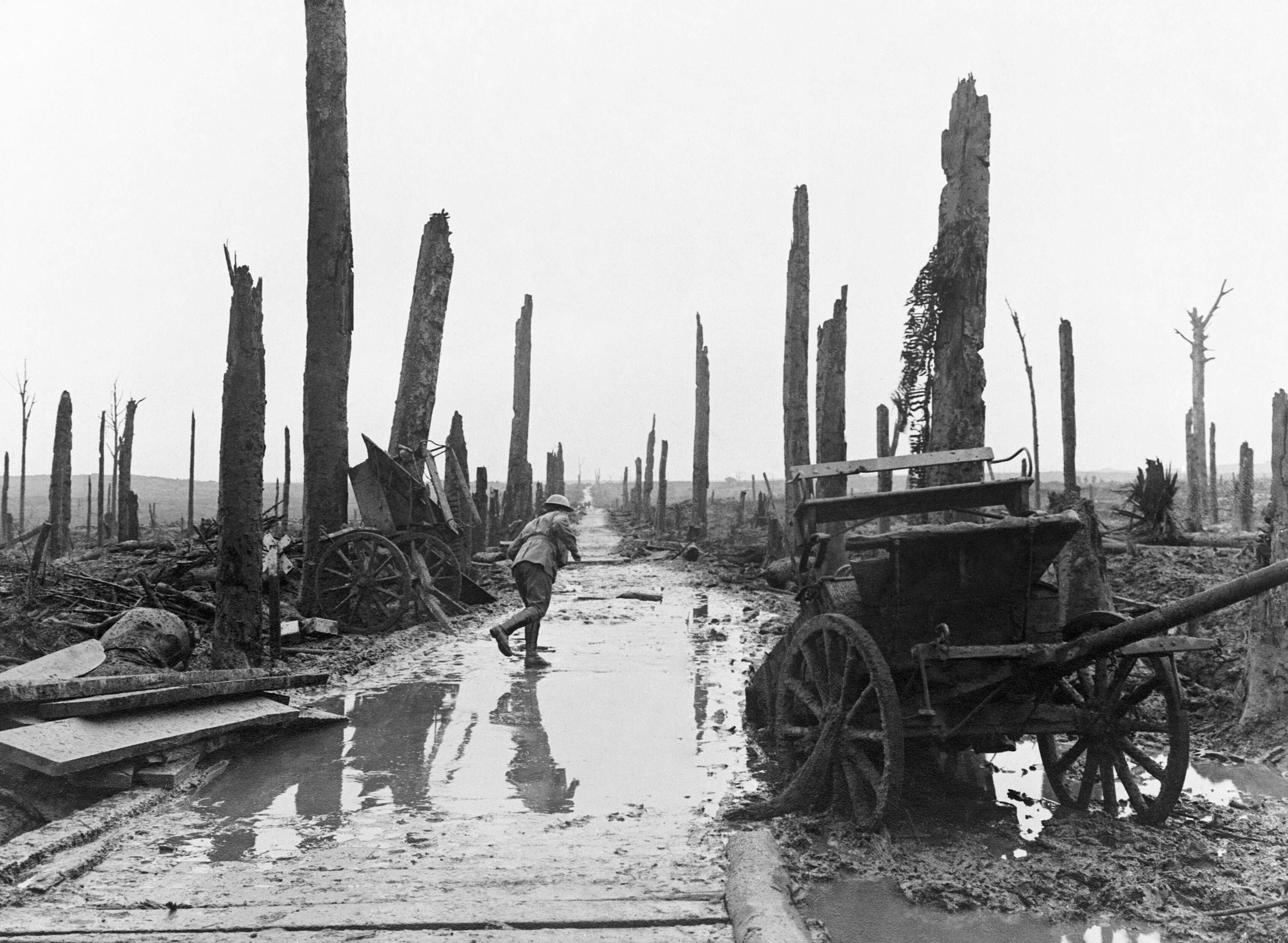
Kriegszerstörungen in einem Wald bei Ypern

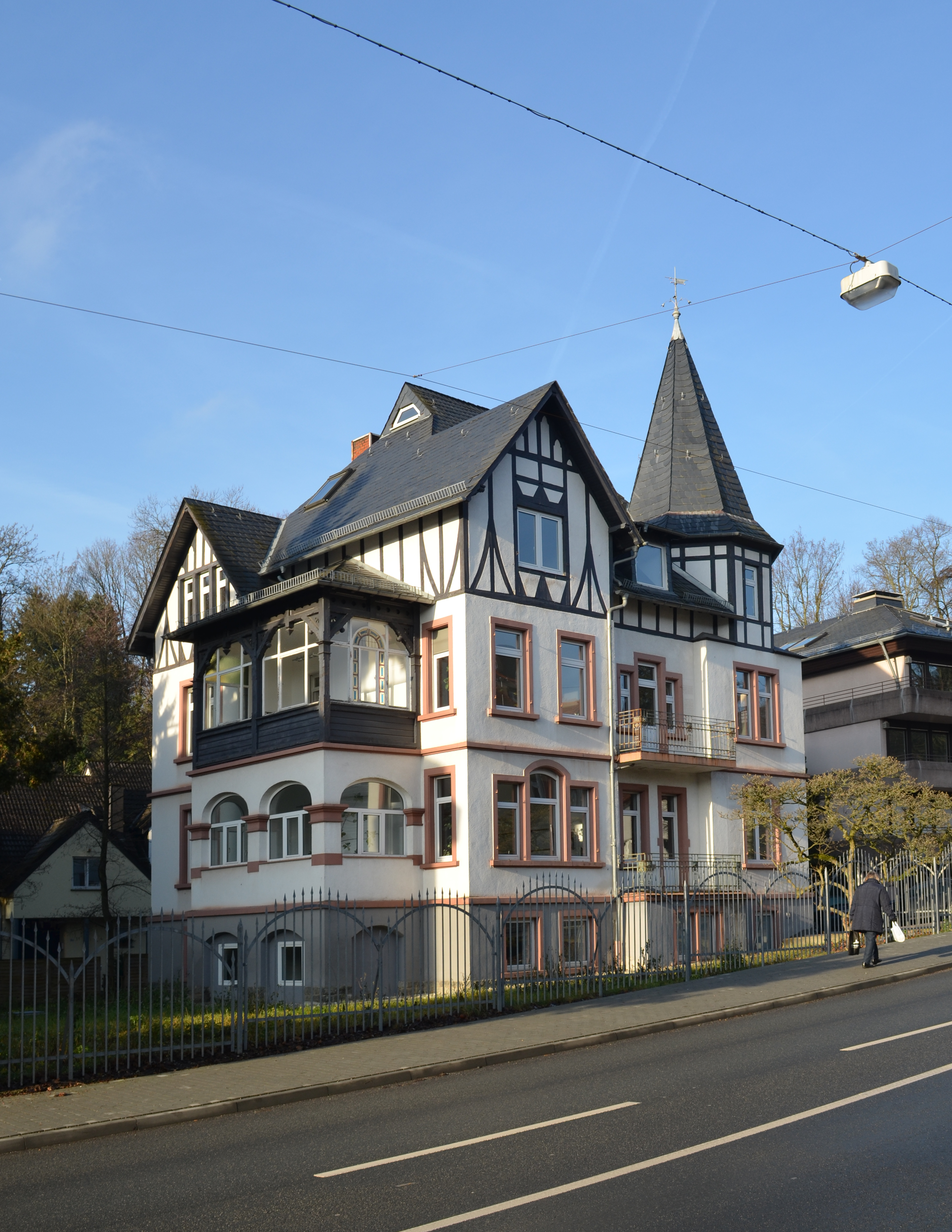
Georges Wohnhaus in der Limburger Straße 19 in Königstein

George fiel nicht in die allgemeine Kriegseuphorie ein. Stattdessen prophezeite er einen für Deutschland düsteren Ausgang. So formulierte er in seinem 1917 veröffentlichten Gedicht Der Krieg:
Zu jubeln ziemt nicht: kein triumf wird sein ·

Nur viele untergänge ohne würde ..

Des schöpfers hand entwischt rast eigenmächtig

Unform von blei und blech · gestäng und rohr.

Der selbst lacht grimm wenn falsche heldenreden

Von vormals klingen der als brei und klumpen

Den bruder sinken sah · der in der schandbar

Zerwühlten erde hauste wie geziefer ..

Der alte Gott der schlachten ist nicht mehr.

Erkrankte welten fiebern sich zu ende

In dem getob. Heilig sind nur die säfte

Noch makelfrei versprizt – ein ganzer strom.
Das Kriegsende 1918 und die allgemeine Zerstörung und das Chaos empfand George als Bestätigung seiner Visionen. In der Weimarer Republik wurde er zum Idol einer idealistischen Jugend. Zu Georges Verehrern innerhalb der weitgefächerten „bündischen“ Jugend zählten sowohl nationalistisch orientierte als auch republikanisch gesinnte Jugendliche, zionistisch geprägte Jugendliche als auch antisemitisch eingestellte. Zu den George-Jüngern gehörte der junge Historiker Ernst Kantorowicz („Kaiser Friedrich der Zweite“, 1927). Klaus Mann erinnerte sich an Georges Popularität später wie folgt: „Inmitten einer morschen und rohen Zivilisation verkündete, verkörperte er eine menschlich-künstlerische Würde, in der Zucht und Leidenschaft, Anmut und Majestät sich vereinen.“ George konnte den künstlerisch interessierten Jugendlichen offenbar mit seiner Person eine Stütze bieten, die dem Nihilismus der Zeit widersprach. George selbst stand der Republik skeptisch gegenüber. 1927 wurde ihm der erste Goethepreis der Stadt Frankfurt am Main verliehen. George lehnte jedoch ab. Ab 1921 verbrachte George den Sommer in der Limburger Straße 19 in Königstein im Taunus. Umsorgt wurde er hier von seiner Schwester Anna, die sich zuvor 1918 in Königstein niedergelassen hatte.

### „Das neue Reich“

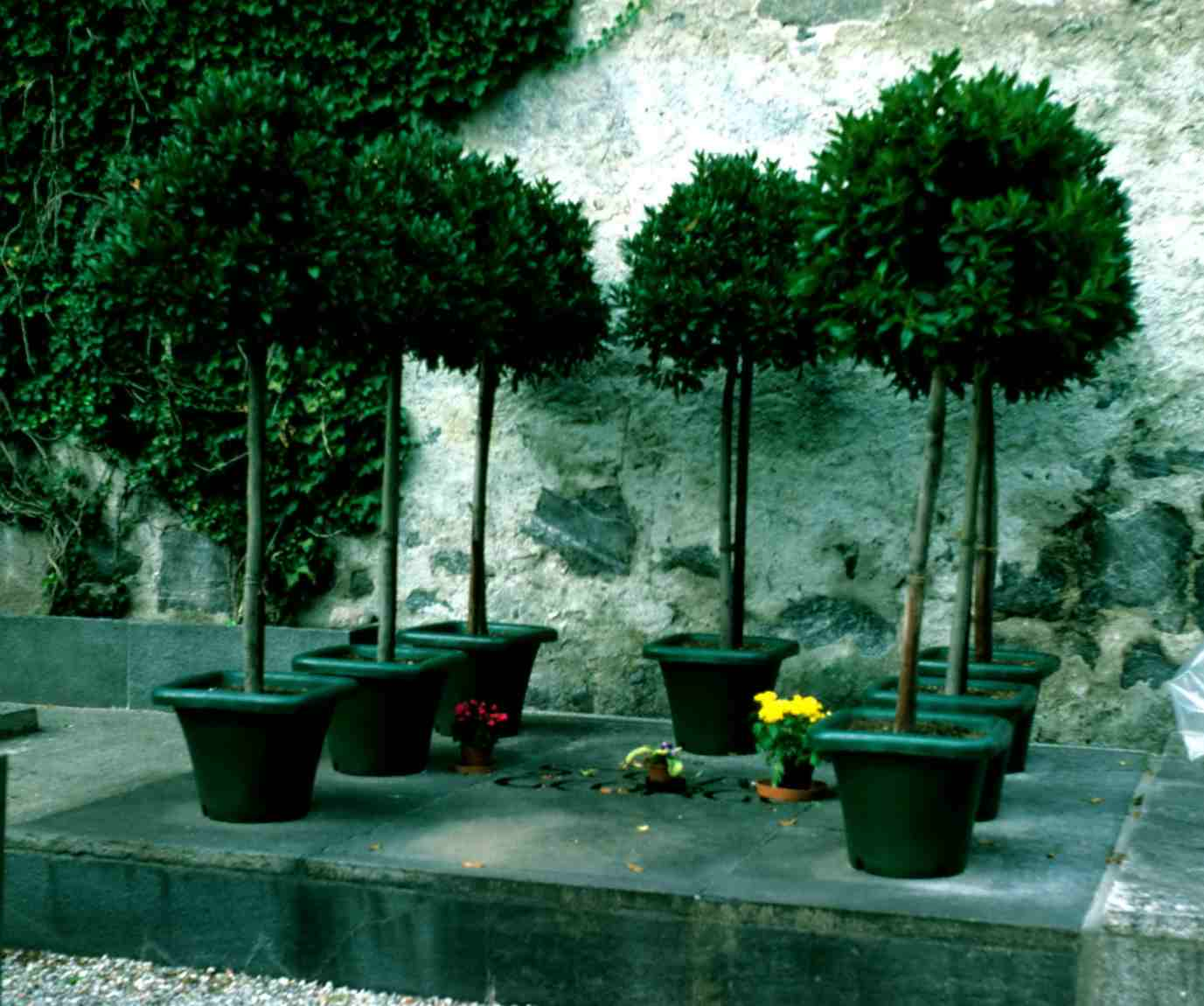
Stefan Georges Grab in Minusio

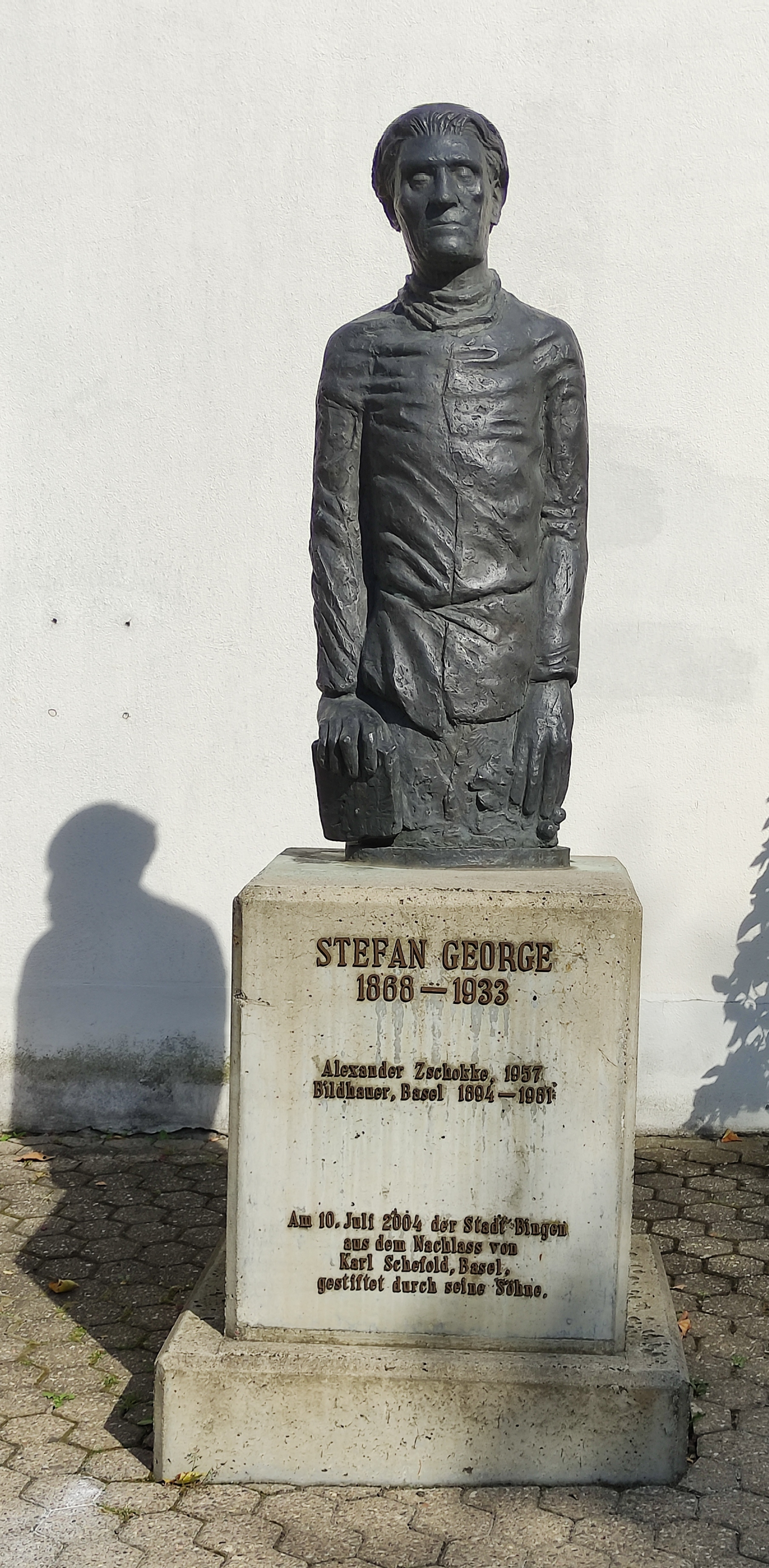
Das George-Denkmal vor dem George-Museum in Bingen ist ein Werk des Bildhauers Alexander Zschokke und wurde der Stadt Bingen 2004 aus dem Nachlass von Karl Schefold gestiftet.

In seinem Spätwerk Das neue Reich (1928) verkündete George eine hierarchische Gesellschaftsreform auf der Grundlage einer neuen geistig-seelischen Aristokratie. Sich auf diesen Gedichtband berufend, wollten die Nationalsozialisten George für ihre Zwecke einspannen. George verfolgte jedoch die Verwirklichung eines Reiches auf rein geistiger Ebene und wollte keine politische Verwirklichung eines hierarchischen und totalitären Systems. Deswegen lehnte er die Gesuche der Nationalsozialisten ab.
Nach der Machtübernahme 1933 bot Reichspropagandaminister Joseph Goebbels ihm die Präsidentschaft einer neuen deutschen Akademie für Dichtung an. Auch dieses Angebot lehnte George ab, ebenso blieb er der von Parteiseite pompös inszenierten Feier zu seinem 65. Geburtstag fern. Stattdessen begab er sich, bereits schwer erkrankt, in die Schweiz, wo er am 4. Dezember 1933 im Krankenhaus von Locarno starb. Ob er mit dieser letzten Reise ein Exil suchte oder nur einen vorübergehenden Aufenthalt plante, ist ungeklärt. George wurde auf dem Friedhof von Minusio bei Locarno bestattet. An seinem Begräbnis nahmen auch die Brüder Berthold und Claus Schenk Graf von Stauffenberg teil.

## Bedeutung und Einflüsse

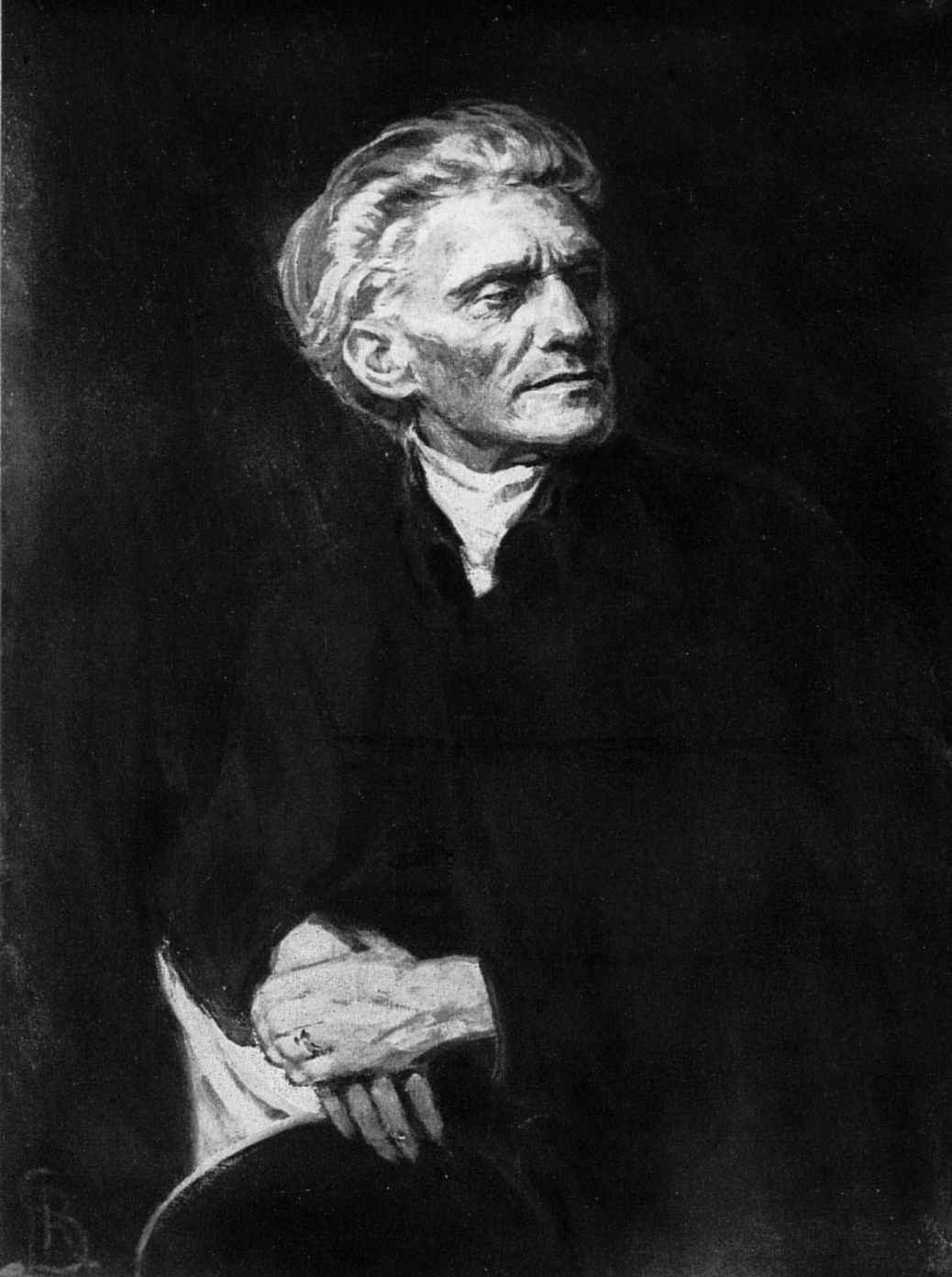
Stefan George (Porträt von Reinhold Lepsius aus dem Band Die großen Deutschen im Bilde, 1936)

Georges Lyrik grenzt sich durch ihre hohe stilistische und formale Strenge bewusst von der Sprache des Alltags ab. Viele seiner Gedichte sind exemplarisch selbstreflexive Lyrik. Dramatik und Prosa galten ihm als weniger wertvolle literarische Gattungen, obwohl das Drama in seinem Kreis (beispielsweise von Henry von Heiseler) durchaus gepflegt wurde. Themen seines Frühwerks waren Tod, unerfüllte tragische Liebe und Hingezogenheit zur Natur. Georges Ziel in seinem Spätwerk war die Erschaffung eines neuen, schönen Menschen. Grundlage sollten Männlichkeit, Zucht, Sitte und Dichtkunst sein. Einige Texte wurden als Grundlage zu musikalischen Werken verwendet, so zum Beispiel von Richard Mondt (1873–1959), Arnold Schönberg (1874–1951), Anton von Webern (1883–1945), Gerhard Frommel (1906–1984), Theo Fischer (1926–2023), Gerhard Fischer-Münster (* 1952) und Wolfgang Rihm (1952–2024).
Neben der eigenen Dichtertätigkeit und ausgedehnten Reisen durch ganz Europa war George Übersetzer von Dante, Shakespeares Sonetten, Charles Baudelaire Die Blumen des Bösen – Umdichtungen, Émile Verhaeren und vielen anderen.
Stefan George hatte durch seine zahlreichen Kontakte zu bekannten deutschen Hochschulprofessoren (z. B. Friedrich Gundolf) großen Einfluss auf das deutsche Universitätswesen, vor allem in den Geisteswissenschaften.

### Maximin-Mythos und Kosmiker
Im Maximin-Mythos wiederholen sich Elemente des griechischen und christlichen Motivs vom göttlichen Kind, das sich schon im ägyptischen Horus-Mythos finden lässt. Vor dem Geschichtshorizont Nietzsches glaubte George für seinen Kreis einzulösen, was der Mallarmé-Kreis versprochen und Zarathustra verheißen hatte: Eine Welt zu schaffen, vor der man knien konnte, als „letzte Hoffnung und Trunkenheit“.
In diesem verklärenden Sinne trunkener Anbetung sprach George in seiner Vorrede zu Maximin von ihm als Erlöser und „darsteller einer allmächtigen jugend“, der dem Kreis in schwerer Zeit, als sich manche in „dunkle bezirke“ wagten oder sich „voll trauer oder hass“ verschlossen, das Vertrauen wiedergab und ihn mit dem „lichte neuer verheissungen erfüllte“. „Dieser wahrhaft Göttliche“ habe alles verändert und relativiert, indem „die knechtende gegenwart ihr alleinrecht verlor“ und Ruhe eingekehrt sei, die jeden seinen Mittelpunkt habe finden lassen. Außenstehende würden nicht begreifen, dass dem Kreis solche Offenbarung wie durch Maximin zuteilgeworden sei, dessen zarte und von seherischer Kraft kündende Verse jedes gültige Maß überstiegen hätten, obwohl er selbst ihnen „keine besondere bedeutung“ beigemessen habe.
Die an seinem Tod Verzweifelten habe seine lebendige Stimme noch über die Torheit ihres Schmerzes und von der höheren Notwendigkeit der „frühen auffahrt“ belehrt. Nun könne man sich nur noch vor ihm niederwerfen und ihm huldigen, was zu seinen Lebzeiten die menschliche Scheu verhindert habe.
In Schulers antisemitisch-esoterischer Vorstellungswelt strömten im Blut „kosmische Energien“ des Menschen zusammen, ein kostbarer Besitz, der „Quell aller schöpferischen Mächte“ sei. Dieser Schatz sei von einem besonderen Leuchtstoff durchdrungen, der von der kosmischen Kraft des Trägers künde, allerdings nur im Blut auserwählter Personen zu finden sei. Von ihnen erwartete man in den Zeiten des Niederganges die allgemeine Wiedergeburt in den Sonnenkindern oder Sonnenknaben. Nun gab es nach Auffassung Klages’ einen mächtigen Feind des Blutes, den Geist, und die kosmischen Anstrengungen sollten darauf hinauslaufen, die Seele aus der „Knechtschaft“ dieses Geistes zu befreien, jener Kraft, die mit Fortschritt und Vernunft, Kapitalismus, Zivilisation und dem Judentum gleichzusetzen war und den Sieg Jahwes über das Leben bedeuten würde. Die Tiraden Schulers gegen den „Molochismus“, wie er seine Anspielung auf den kinderverschlingenden Moloch nannte, unterschieden sich kaum von antisemitischen Wendungen, die um diese Zeit in Wien gestreut wurden. Klages ging über diese noch hinaus, indem er vom Scheinleben einer Larve sprach, die Jahwe nutze, „um auf dem Wege der Täuschung die Menschheit zu vernichten“.

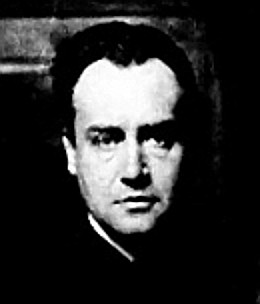
Alfred Schuler

Obwohl George viele Ideen Schulers als unsinnig ablehnte, war er von ihm fasziniert und vergegenwärtigte in etlichen Versen dessen heraufbeschworene Visionen. Nun wollte Klages, der Schuler immer nähergekommen war, zwischen George und das jüdische Mitglied des Kreises Karl Wolfskehl einen Keil treiben. 1904 biederte er sich dem Zeitgeist an und bestätigte damit indirekt Georges Absage an den Antisemitismus: Klages behauptete, er habe 1904 im letzten Moment durchschaut, dass der George-Kreis von einer „jüdischen Zentrale gesteuert“ werde. Er habe George vor die Wahl gestellt, indem er ihn fragen wollte, was ihn an „Juda“ „binde“. Diesem Gespräch sei George ausgewichen. Wolfskehl, der sich als „römisch, jüdisch, deutsch zugleich“ charakterisierte und als bedeutender Repräsentant der jüdischen George-Rezeption angesehen werden kann, glaubte zunächst an eine Symbiose von Deutschtum und Judentum und orientierte sich hierbei an den Werken des Dichters, der im Stern des Bundes im Sinne einer Wahlverwandtschaft Juden als die „verkannte(n) brüder“ bezeichnete, „von glühender wüste … Stammort des gott-gespenstes … gleich entfernt“.
Allerdings ging es dem Dichter weniger um sein Verhältnis zum Judentum als zur Kunst. Letztlich kann Maximin als die Antwort Georges auf den von Schuler erwarteten Erlöser, den Sonnenknaben, betrachtet werden, allerdings in einem Sinne, der dem obskuren Weltbild der Kosmiker widersprach: War Maximin die Einheit aus „kosmischem Schauer“ und hellenischem Staunen, lief dies für Klages und Schuler eben auf den befürchteten Sieg des Geistes hinaus, des Lichts über die wohlige Finsternis.
Für George sollte Maximin die apollinischen und dionysischen Prinzipien versöhnen, die Nietzsche schon in seinem Frühwerk unterschieden hatte. So war er „eines zugleich und Andres, Rausch und Helle“.

### Einfluss Nietzsches

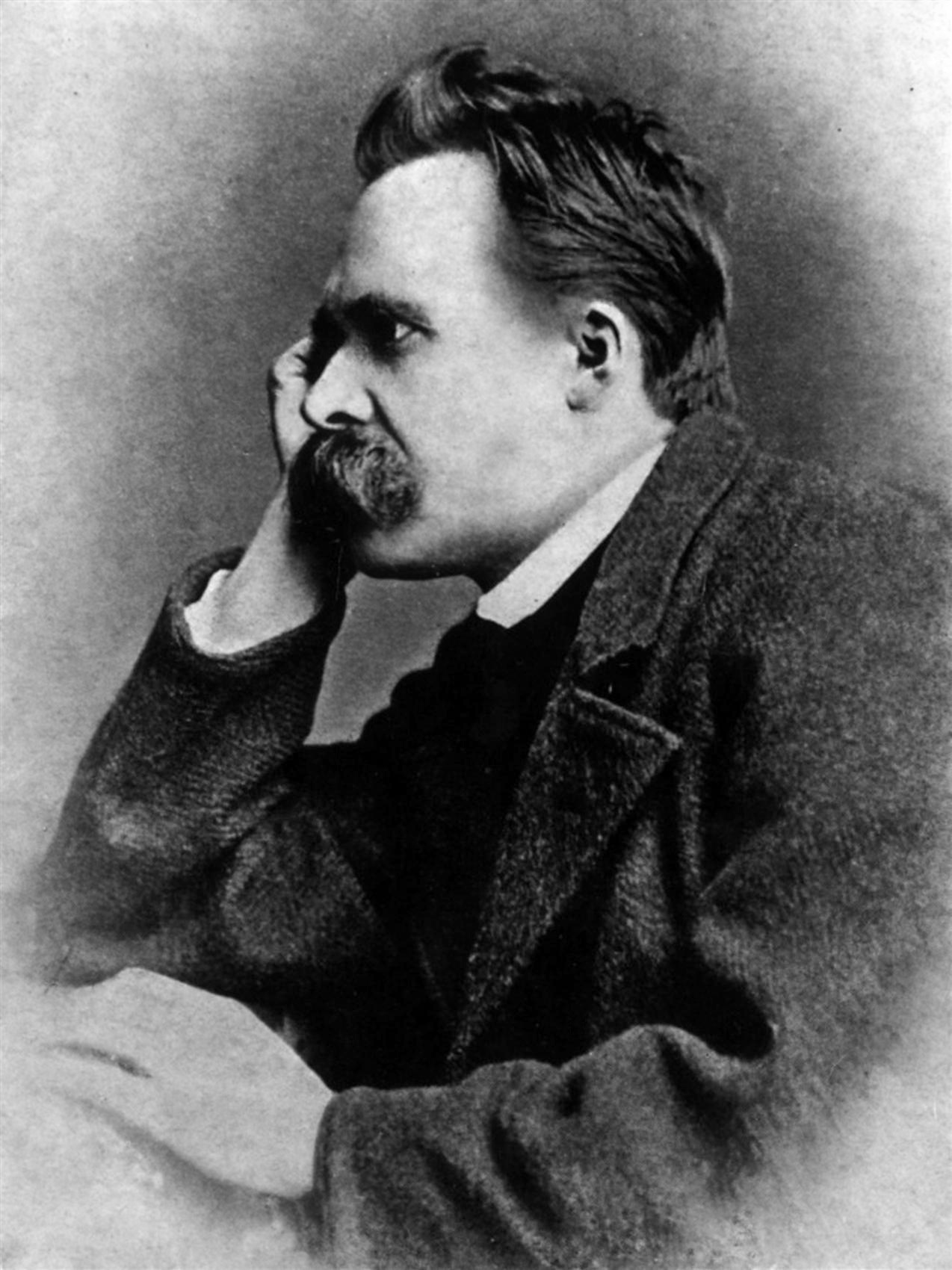
Friedrich Nietzsche, 1882 (Photographie von Gustav Adolf Schultze)

In diesem Zusammenhang ist auch der Einfluss Nietzsches auf George wichtig, der vielfach herausgestellt worden ist.
Georges Geschichtsbild orientierte sich an Nietzsches monumentalischer Historie, die dieser im zweiten Teil seiner Unzeitgemäßen Betrachtungen Vom Nutzen und Nachteil der Historie für das Leben neben die antiquarische und kritische gestellt hatte und deren Maßstab Plutarchs Lebensbeschreibungen großer Personen der griechischen und römischen Antike war. Aus der höchsten Kraft der Gegenwart könne das Vergangene gedeutet werden: „Sättigt eure Seelen an Plutarch und wagt es, an euch selbst zu glauben, indem ihr an seine Helden glaubt“. So hoffe der Mensch als „Tätiger und Strebender“ auf eine ewige, über die Zeiten bestehende Verbindung, denn was einmal „den Begriff Mensch weiter auszuspannen und schöner zu erfüllen“ vermochte, müsse „ewig vorhanden sein“. Im Sinne dieses Geistergesprächs verbinden sich die großen Momente des Einzelnen und bilden eine Kette wie eine „Brücke über den wüsten Strom des Werdens“, die den Höhenzug der Menschheit durch Jahrtausende verbinde. Diese Einsicht befeuere ihn zu großen Leistungen, denn das Herausragende der Vergangenheit sei möglich gewesen und so auch später wieder erreichbar.
Georges prophetische Rolle in der Nachfolge Nietzsches verdeutlicht er in dem Zeitgedicht des ersten Teils von „Der siebente Ring“, das vom Pathos hoher Verantwortung geprägt ist und dem die Distanz des Dichters der „blöd(en)“ „trab(enden) Menge“ in den Niederungen gegenüber ebenso anzumerken ist wie sein großer Überblick. In visionären Ausblicken vergleicht er Nietzsche mit Christus, „strahlend vor den Zeiten / Wie andre führer mit der blutigen Krone“, als „Erlöser, der aufschreit im ‚Schmerz der Einsamkeit.‘“
Spätestens mit dem siebenten Ring präsentierte George sich in der Rolle des strengen Gesetzgebers in seinem eigenen künstlichen Reich. So berichtete Herbert Cysarz, der George über Gundolf kennengelernt hatte, der Dichter habe sich „zum willentlichen Gründer eines künstlerischen Staats erklärt“.
George versuchte das schmähliche Ende Nietzsches auch mit dessen Isolation zu erklären, mit der Flucht in die geistigen Höhen „eisige[r] Felsen“ und „horste grauser vögel“. So glaubt er dem großen Toten posthum „flehend“ zurufen zu müssen, dass Einsamkeit keine Lösung biete und es „not“ sei, sich zu „bannen in den Kreis, den liebe schliesst …“. Für den Dichter selbst war dies der eigene Kreis der Jünger, die er um sich scharte und in dem er den Ton angab. Dies ging so weit, dass der Kreis den Mythos schuf, George selbst sei der einzig legitime Nietzsche-Nachfahre, die Einlösung der Visionen des Praeceptor Germaniae.

### Imitatio und Homosexualität
George unterschied Künstler, die er als urbedingt oder Urgeister bezeichnete, von abgeleiteten Wesen. Während ihm zufolge die Urgeister ihre Anlagen ohne Führung vollenden können, ist das Schaffen der anderen nicht autark, sodass sie auf den Kontakt zu den Urgeistern angewiesen sind und das Göttliche nur in abgeleiteter Form empfangen können. Der Gegensatz von Urgeistern und abgeleiteten Wesen prägte das Denken und Schaffen des George-Kreises.
So betrachtet Gundolf Rudolf Borchardt als abgeleitet, wohingegen er in George selbst „nichts als Wesen“ sah. Max Kommerell unterschied zwischen dem Urdichter, der unmittelbar aus dem Lebensstoff neue Sprachezeichen erzeugt (Mimesis), und dem abgeleiteten Dichter, der „am Geformten weiterformt“ (Imitatio). Die meisten Anhänger Georges sahen sich selbst als abgeleitete Wesen.

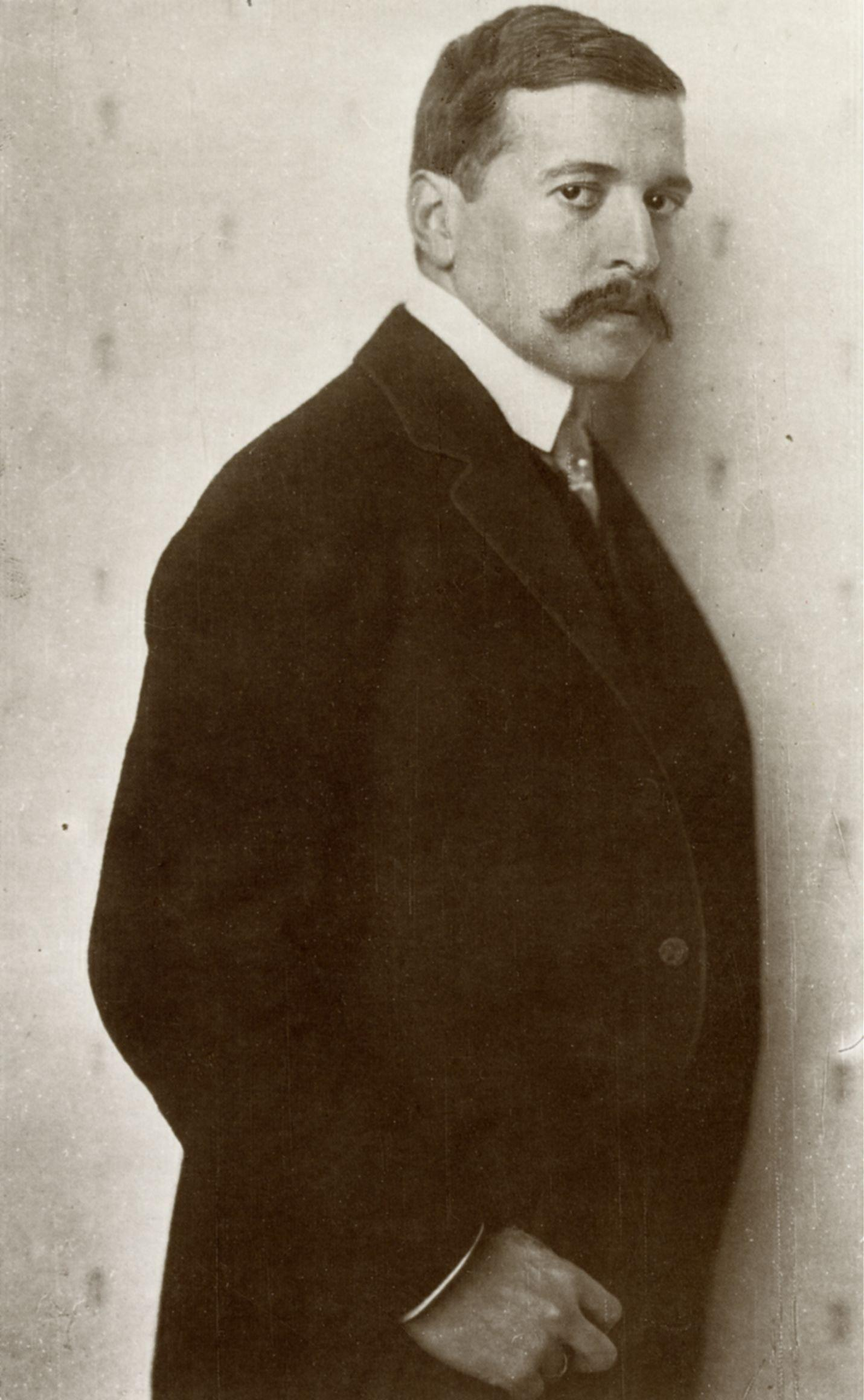
Hugo von Hofmannsthal kritisierte die George-Imitation (1910 auf einer Fotografie von Nicola Perscheid)

Wie George gegenüber den kritischen Einwendungen Hofmannsthals erläuterte, sollten diese abgeleiteten Wesen an den schöpferischen Leistungen der Urgeister durch eine ethisch und ästhetisch je spezifische Weise der Nachahmung teilnehmen. Zu den wenigen Urgeistern gehörten für George etwa Karl Wolfskehl und Ludwig Klages. Das eigentliche Schöpfertum, die Creatio, bezieht sich indes nicht, wie noch im französischen Symbolismus, auf eine Neuschöpfung der Welt, sondern auf die einer Sprache, mit der die Welt bezeichnet wird. Der Dichter finde für das Wahrgenommene neue Zeichen, leiste Mimesis, mit der das urbildliche Sein erkannt und dargestellt werde. Die abgeleiteten Wesen hingegen können nach der Auffassung Georges und seiner Anhänger zwar im Gestus der Urgeister dichten, aber nicht selbst Creatio vollbringen. Konflikte entstehen, wenn die Anhänger die Ebenen verwechseln oder Werke falsch rezipieren.
Hofmannsthal, den Gundolf später zu den abgeleiteten Wesen zählte, kritisierte dieses Imitatio-Modell. Es wirke verlogen, täusche es doch das „Durchdrungensein, den Sieg über das Ganze“ vor, indem man sich des „neuen gehalten Tones“ bediene. Die mittelmäßigen Poeten, mit denen George sich abgebe, würden ihre eigene Mediokrität nur verbergen wollen, indem sie den Meister nachahmten. George seinerseits hielt Hofmannsthal vor, er biedere sich der Menge an, habe sich mit vielen eingelassen und sei einer Zusammenarbeit mit ihm stets ausgewichen. Georges Gedicht Der Verworfene wurde im Kreis auf Hofmannsthal bezogen, während George selbst sich auf diese Deutung nicht festlegen ließ.
Eine spezifisch-ästhetische Erfahrung konstituierte den George-Kreis und stand am Beginn jedes Kontakts zwischen späterem Mitglied und George selbst. So präformierte sie ein gleichsam religiöses Verhältnis zwischen Meister und Jünger, eine Beziehung, die durch unterschiedliche Imitationstechniken des Kreises fortgesetzt werden sollte. Der Impuls zu dieser Nachfolge wurde jeweils durch eine ästhetische Ersterfahrung mit Georges Lyrik ausgelöst, was zur bedingungslosen Anerkennung seiner Person und seines Werkes führte, wie aus den Erinnerungsbüchern des Kreises hervorgeht. Dies wird vor allem an Gundolf deutlich, dem ersten aus dem Kreis um George, der die Rolle eines Jüngers einnahm.
Um die Bedeutung von Imitation und Epigonalität zu verstehen, ist ein Blick auf die Verarbeitung homoerotischer Momente wichtig. Während die Epigonalität innerhalb des Kreises abgelehnt wurde, gehörte eine spezifische Imitatio zu seinen Grundelementen.
Nach der Auffassung Gunilla Eschenbachs ist in den Traurigen Tänzen des Jahrs der Seele eine unbefriedigte (heterosexuelle) Liebesbeziehung von Bedeutung, ehe sie im Vorspiel des Teppichs vom homoerotischen Eros des Engels abgelöst wird. Zugleich ersetze George die negative Epigonalität durch eine positive Imitatio: Der Engel ist Führer des Dichters, der seinerseits Jünger um sich schart; diese Ersetzung ist ein Paradigmenwechsel, der den Beginn des Werkes charakterisiert und sich als kritischer Rückblick auf das epigonale weibliche Paradigma im Jahr der Seele bezieht. Die nichtdomestizierte weibliche Sexualität stelle für George eine Bedrohung dar: Er verbinde den erfüllten (heterosexuellen) Geschlechtsakt mit Zersetzung und Dekadenz, im übertragenen Sinne mit Epigonalität oder Ästhetizismus. In Die Fremde etwa, einem Gedicht aus dem Teppich des Lebens, versinkt die Frau als dämonische, im Mondlicht mit „offenem haar“ singende Hexe im Torf, ein „knäblein“, „schwarz wie nacht und bleich wie lein“ als Pfand zurücklassend, während in den von Eschenbach als sprachlich verunglückt eingestuften Gewittern die „falsche Gattin“, die sich „in den wettern tummelt“ und „zügellosen rettern“ preisgegeben ist, am Ende verhaftet wird.
Im Siebenten Ring kehrt George einen Topos klischeehafter Homosexualitätskritik vom „weibischen Verhalten“ um und wendet ihn gegen die Gruppe der Ästhetizisten, indem er ihnen ein „arkadisch säuseln“ und „schmächtig prunken“ vorhält, eine effeminierte Haltung, die gegenüber dem „männlichen“ Ethos der Tat nicht bestehen könne. So assoziierte er mit Epigonalität und Ästhetizismus „das Weibliche“, das es zu bekämpfen gelte.

### Widerstand und Geheimes Deutschland
Georges Spätwerk Das neue Reich sah vor, sich auf rein geistiger Ebene zu verwirklichen. Dem nahenden Dritten Reich stand der Dichter kritisch gegenüber. „[Er] verurteilte die Ausschreitungen, war abgestoßen vom plebejisch Massenhaften der Bewegung, aber begrüßte doch die Veränderung als solche“. Das angebliche Bekenntnis, George habe sich als „Ahnherr der neuen nationalsozialistischen Bewegung“ bezeichnet, stufte Kurt Hildebrandt als Verfälschung des NS-Kultusministeriums ein. Tatsächlich schrieb George, als er den ihm angetragenen Ehrenposten als Präsident der von den Nationalsozialisten neugegründeten Dichterakademie ablehnte: „Zwar bin ich der Ahnherr jeder nationalen Bewegung – wie aber der Geist in die Politik kommen soll – das kann ich ihnen nicht sagen.“
Von George und seinem Kreis gingen viele geistes- und kulturgeschichtliche Wirkungen aus, nicht zuletzt auf Protagonisten des deutschen Widerstands. Für Claus von Stauffenberg war die Begegnung mit George von lebensprägender Bedeutung.
1923 waren zunächst die Zwillingsbrüder Alexander und Berthold, kurz darauf Claus dem Dichter vorgestellt und mit dem Kreis bekannt gemacht worden. 1924 schrieb er dem Dichter, wie sehr ihn dessen Werk erschüttert und wachgerüttelt habe. Der Brief zeigt die geistige Entwicklung des noch jungen Stauffenberg ebenso wie seine Tatbereitschaft für das geheime Deutschland. Er habe viel im Jahr der Seele gelesen, und Stellen, die ihm zunächst fern und ungreifbar erschienen, hätten sich „zuerst dem klange nach und dann mit ihrer ganzen seele“ seinen Sinnen eingeschmiegt. „Je klarer das lebendige“ vor ihm stehe „und je eindringlicher die tat sich zeigt, um so ferner wird der klang eigener worte und um so seltener der sinn des eigenen lebens.“
Stauffenberg, der zur dritten Kreisgeneration zählte, imitierte in seiner frühen Lyrik stilistisch vor allem Gedichte aus dem Siebenten Ring, daneben auch die Hirten- und Preisgedichte und das Jahr der Seele. So ermahnte er seinen Bruder Alexander mit einem Spruch, dessen Duktus und apodiktisch-belehrender Tonfall an die vierzeiligen Tafeln angelehnt ist, die den Abschluss des Ringes bilden und in denen sich unterschiedliche Verslängen im jambischen Metrum finden.
Stauffenberg ließ sich später vor allem durch das Gedicht Der Widerchrist mit seiner Warnung vor dem „Fürst des Geziefers“ in seinem Widerstand gegen Adolf Hitler bestärken und rezitierte es in den Tagen vor dem Attentat vom 20. Juli 1944 mehrfach. Am Vorabend des 20. Juli versammelten sich die Verschwörer im Hause Bertholds in Berlin-Wannsee noch einmal zu einem gemeinsamen Schwur, verfasst von Rudolf Fahrner und Berthold Stauffenberg. Darin heißt es in georgischem Ton und Duktus: „Wir glauben an die Zukunft der Deutschen. Wir wissen im Deutschen die Kräfte, die ihn berufen, die Gemeinschaft der abendländischen Völker zu schönerem Leben zu führen.“
Unmittelbar vor seiner nächtlichen Erschießung im Bendlerblock soll Claus von Stauffenberg gerufen haben: „Es lebe das geheime Deutschland“, was als Reminiszenz an Georges gleichnamiges Spät-Gedicht „Geheimes Deutschland“ verstanden werden kann. Wie Gerhard Schulz anmerkt, lassen sich die Verse über den falschen Propheten wie kein weiteres ihm bekanntes Gedicht als Prophetie der von den Deutschen gewählten „Selbstzerstörung“ während der Zeit des Nationalsozialismus lesen. Die historische Forschung geht jedoch mit der Mehrzahl der Augenzeugen überwiegend davon aus, dass Stauffenberg „Es lebe das heilige Deutschland“ gesagt habe.
Das Geheime Deutschland, Titel eines vielschichtigen Gedichts des letzten, geschichtsprophetischen Zyklus und als Begriff zuerst von Karl Wolfskehl im Jahrbuch für die geistige Bewegung verwendet, ist ein geheimes und visionäres Konstrukt. Es liege verborgen unter der Oberfläche des realen Deutschland und stelle eine Kraft dar, die als dessen Unterstrom geheim bleibe und nur bildhaft zu fassen sei. Nur der Fähige könne es erkennen und sichtbar machen. Es handelt sich um eine mystische Verklärung Deutschlands und des deutschen Geistes, die sich an einem Satz Schillers aus dem Fragment Deutsche Größe orientiert: „Jedes Volk hat seinen Tag in der Geschichte, doch der Tag des Deutschen ist die Ernte der ganzen Zeit.“
Das Geheime Deutschland kann zudem als mythische Politeia deutscher Geistesgrößen aller Zeiten aufgefasst werden, als Idee einer deutschen Kulturnation und Trägerin des deutschen Geistes, und bildet auf diese Weise den Gegenpol zum gegenwärtigen Staat. Das Neue Reich wohne ihm bereits inne, eine platonische Idee, deren Inhalte sich an den jeweiligen Interpreten orientieren, die in der Regel dem Umfeld Georges entstammen.
Vor diesem Hintergrund kann George nach Auffassung Bernd Johannsens nicht als Ahnherr des Nationalsozialismus betrachtet werden.

## Rezeption
Die Lyrik Georges und seines Kreises ist vielfach kritisiert, ja verrissen worden, während der Kreis seinerseits mit Verteidigungen, kunsttheoretischen Erklärungen und Polemik nicht sparte und sich hierbei an dem oben erklärten spezifischen Imitatio-Modell orientierte, das die Urschöpfung des Künstlers von Verarbeitungen abgeleiteter Wesen unterschied.

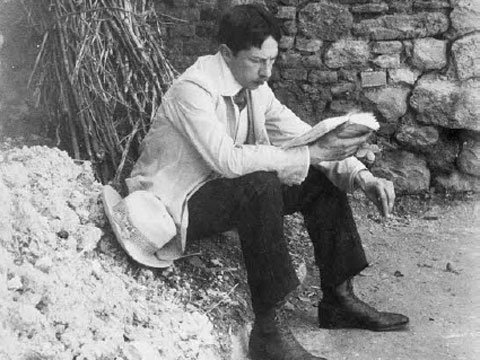
Rudolf Borchardt in Italien, vor 1910

Rudolf Borchardt war für seine bisweilen polemischen Streitschriften bekannt und hatte früher selbst dem Kreise nahegestanden, sich dann aber distanziert. Mit seinem Programm einer schöpferischen Restauration der deutschen Kultur aus dem Traditionsbestand abendländischer Formenwelten gehörte er zu den Gegnern des Umbruchs, des Sprachverfalls und der Anarchie der Moden und schloss sich den Forderungen nach einer konservativen Revolution des verehrten Hofmannsthal an, die dieser in seiner berühmten Schrifttumsrede aufgestellt hatte. Er veröffentlichte 1909 im Jahrbuch Hesperus den Aufsatz Stefan Georges Siebenter Ring, mit dem er das Werk einer scharfen Kritik unterzog.
Nach einer negativen Gesamtbewertung am Anfang geht er im weiteren Verlauf überwiegend ablehnend, aber auch lobend auf einzelne Gedichte ein. Heftig kritisiert er die Kluft zwischen dichterischem Vermögen und Ruhm und fragt provozierend, ob es eine stärkere Bekräftigung des Göttlichen in der Welt gebe als den an eine Heilslehre erinnernden Umstand, dass die Werke nichts im Vergleich zum Glauben seien. In keiner Literatur der Welt sei es bisher möglich gewesen, dass jemand mit dämonischen Mitteln, allerdings „ohne Fertigkeiten und Kunst“, der maßlosen Seele einer Generation die Form seines Inneren aufgezwungen habe, ein Zustand, in dem er selber existiere. Kein zweites Mal finde sich ein „Klassiker einer Nation“, der zwar die Gesetze der Sprache nicht beherrsche und der Grammatik wie des Geschmacks nicht sicher sei, aber dennoch „einer neue Epoche diese Sprache … gigantisch aufgezwungen habe“ und sich dessen rühmen könne. Auch die wunderliche Zahlenmystik beherrsche die Ordnung in einer mehr naiven, künstlich-äußerlichen als künstlerisch-komponierenden Weise und gehorche keinem inneren Plan. Nur die vierzehn einleitenden Zeitgedichte würden eine angemessene Einheit darstellen. Einige der (schon früher entstandenen) Lieder, die George dem Traumdunkel folgen lässt, seien schön, von ergreifender Einfachheit, klassischem Umriss und einem überirdischen Zauber des geführten Gesanges, Beweise einer großen Meisterschaft, einer großen Seele, wie der Dichter sie noch in keinem anderen Buche gefunden habe. Hierzu zählt das Lied Im windes-weben, das auch von Adorno hervorgehoben wurde.
In etlichen Besprechungen spielte auch die Homosexualität Georges und ihre Bedeutung innerhalb des Kreises eine Rolle. In einem Brief an Hofmiller nannte Rudolf Alexander Schröder die Produktionen des George-Kreises zunächst die „kümmerliche Karikatur“ eines „unfruchtbaren Präeraffaelitismus“. Vor dem Hintergrund der polemischen Borchardt-Besprechung des siebenten Rings rechnete er mit Georges Gesamtwerk ab und vermischte hierbei homophobe und nationalistische Töne. Das Nationalheiligtum Goethe werde beschmutzt: „Wir würden geschwiegen haben, wenn nicht die neueste Veröffentlichung Georges mit Händen, die rein zu nennen wir nicht mehr vermögen, ein Heiligtum antastete, dessen Sauberhaltung eine Angelegenheit der deutschen Nation“ sei. Dieses Heiligtum würde durch Homoerotik beschmutzt, die im männlichen Freundespaar des Gedichts Goethes letzte Nacht in Italien angedeutet wird, mit dem George später seinen letzten Zyklus Das Neue Reich eröffnen sollte. Diesen „nicht sehr sauberen Gegenstand“ unterstreicht Schröder, indem er sich auf Maximin und den Siebenten Ring bezieht.

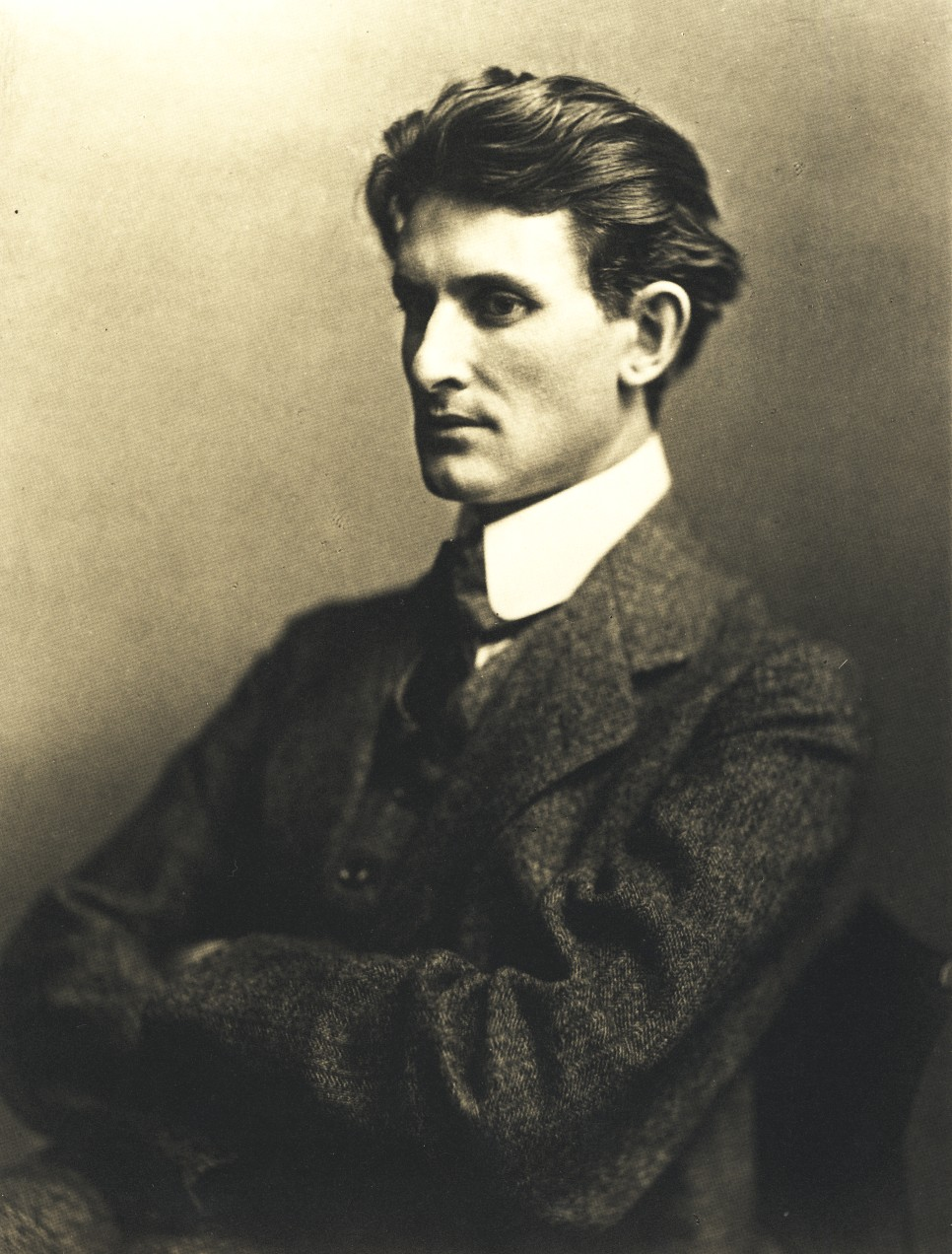
Friedrich Gundolf, 1911 (Fotografie von Jacob Hilsdorf)

Friedrich Gundolf, apologetischer Bewunderer und Schüler Georges, betrachtete dessen geschichtliche Aufgabe als „Wiedergeburt der deutschen Sprache und des Dichtertums“. So schrieb er von den „beiden einzigen Menschen die jenseits dieses ganzen Zeitalters … sich im Wort entladen, um ihren geschichtlichen Beruf der Erneuerung zu erfüllen: Nietzsche und George“.
Die Erscheinung des Engels im Teppich des Lebens sei Verkündigung und nicht Epiphanie. Sein Programm von der Vergottung des Leibes suchte Gundolf mit Bezug auf Platons Symposion und dem Phaidros in einer eigenen Deutung zu erklären, die „deutschen Heldenkult“ mit Elementen der Platonische Liebe verbindet. Der „Heldenkult des Altertums von Herakles bis Cäsar“ sei nur eine „dumpfere Form“ der platonischen Lehre. Sei jedem echten Glauben bisher die „Vergottung des Menschen selbstverständlich“ und nur „einem blut- und seelenlosen Geschlecht die leibhafte Erscheinung eines Mittlers widersinnig“, liege „das eigentliche Geheimnis von Georges Glauben in der Vergottung eines deutschen Jünglings dieser Zeit“. So sei Maximin „nicht mehr und nicht weniger als der göttlich einfach schöne Mensch, bis zum Wunder vollkommen, geboren in dieser bestimmten Stunde … kein Übermensch und kein Wunderkind, das heißt Durchbrechung menschlicher Ränge, sondern eben ein Gott, Erscheinung menschlichen Rangs“. Dass „ein Mann sich in Knaben verliebt statt in Mädchen“, gehöre „in den Bereich der natürlichen Blutreize, nicht der geistigen Lebenskräfte“. Wie auch immer man es bewerte – entschuldigend als Umweg der Natur oder billigend als ihre Verfeinerung –, diese Verliebtheit habe mit „Liebe so wenig zu tun wie der Geschlechtsakt“.
George hatte in seiner vielzitierten Einleitung zu den Umdichtungen der Sonette Shakespeares nicht nur von der „anbetung vor der schönheit und dem glühenden verewigungsdrang“ geschrieben, sondern „die leidenschaftliche Hingabe des dichters an seinen Freund“ mit der „weltschaffenden Kraft der übergeschlechtlichen Liebe“ erklärt. Diese habe man hinzunehmen. Es sei töricht, „mit tadeln wie mit rettungen zu beflecken was einer der grössten Irdischen für gut befand“.

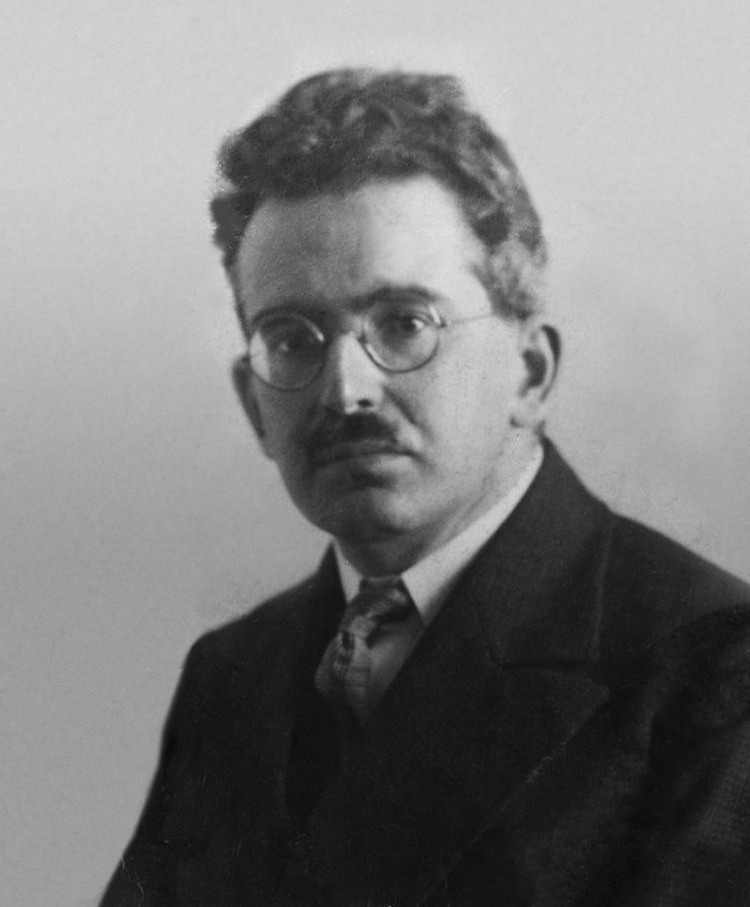
Walter Benjamin, 1928

In seinem Rückblick auf Stefan George ging Walter Benjamin 1933 auf eine Studie Willi August Kochs ein und betonte gleich zu Anfang die prophetische Stimme des Dichters. Ähnlich wie später Adorno attestierte er ihm ein Vorwissen um kommende Katastrophen, das sich indes weniger auf historische als auf moralische Zusammenhänge beziehe, die Strafgerichte, die George dem „Geschlecht der eiler und gaffer“ vorausgesagt habe. Als Vollender der Dekadenzdichtung stehe er am Ende einer mit Baudelaire beginnenden geistigen Bewegung. Mit seinem angeborenen Spürsinn für das Nächtige habe er indes nur lebensferne Regeln vorzuschreiben vermocht. Die Kunst sei für ihn der siebente Ring, mit dem die in den Fugen nachgebende Ordnung zusammengeschmiedet werden solle.
Georges Kunst erwies sich für Benjamin als streng und triftig, der „Ring“ als eng und kostbar. Allerdings habe er die gleiche Ordnung im Auge gehabt, die von den „alten Mächten“ mit unedleren Mitteln angestrebt worden sei. Auf die Kritik Rudolf Borchardts an verfehlten Strophen eingehend, befasste sich Benjamin mit spezifischen Problemen des Stils, der den Gehalt verdränge oder in den Schatten stelle. Werke, in denen die Kraft Georges versagt habe, seien meist diejenigen, in denen der Stil triumphiere, der Jugendstil, in dem das Bürgertum die eigene Schwäche tarne, indem es sich kosmisch aufschwinge, in Sphären schwärme und Jugend als Wort missbrauche. Die mythische Figur des Vollenders Maximin sei eine regressive, idealisierende Abwehrfigur. Mit seinen „gequälten Ornamente(n)“ wolle der Jugendstil die objektive Formen-Entwicklung der Technik ins Kunstgewerbliche zurückführen. Als Antagonismus sei er ein „unbewusster Rückbildungsversuch“, den bevorstehenden Veränderungen auszuweichen.
Ein Blick in die Naturerfahrungen Georges sei erhellend, um die geschichtliche Werkstatt zu erkennen, in der die Dichtung entstand. Für den „Bauernsohn“ blieb die Natur eine überlegene und gegenwärtige Macht, nachdem er längst als urbaner Literat in großen Städten lebte: „Die Hand, welche sich nicht mehr um den Pflug ballt, ballt sich noch im Zorne gegen sie.“ Die Kräfte von Georges Ursprung und seinem späteren Leben scheinen in einem andauernden Widerstreit zu liegen. Die Natur sei für George „verkommen“ bis zur gänzlichen Entgottung. Eine Quelle von Georges dichterischer Kraft sei deswegen in den Versen über die zornige „große Nährerin“ Natur (Templer) aus dem Siebenten Ring zu suchen.
Thomas Mann hatte sich mehrfach ironisch-kritisierend mit der George-Schule und dem Dante-Kult des Dichters beschäftigt, so in Gladius Dei sowie dem Tod in Venedig.
In seiner Kurzgeschichte Beim Propheten verarbeitete er Eindrücke einer Lesung des George-Schülers Ludwig Derleth, der als Charakter Daniel zur Höhe porträtiert wird, dessen „Visionen, Prophezeiungen und tagesbefehlartige Worte … in einem Stilgemisch aus Psalter- und Offenbarungston“ allerdings von einem Jünger vorgetragen werden. „Ein fieberhaftes und furchtbar gereiztes Ich reckte sich im einsamen Größenwahn empor und bedrohte die Welt mit einem Schwall von gewaltsamen Worten.“ Daniel zur Höhe spielt auch im großen Zeitroman Doktor Faustus eine Nebenrolle als Teilnehmer der Gesprächsrunden und diskursiven Herrenabende in der Wohnung des Sixtus Kridwiß. Häufig wurde er für Stefan George selbst oder Karl Wolfskehl gehalten.
Thomas Mann lobte zwar das Nietzsche-Poem als „herrlich“, hielt indes fest, dass es für George bezeichnender sei als für Nietzsche selbst. Man würde die kulturelle Bedeutung Nietzsches verkennen und verkleinern, wünschte man, dass er sich statt als Meister deutscher Prosa „nur“ als Lyriker hätte erfüllen sollen. Der Einfluss auf die geistige Entwicklung Deutschlands sei nicht von Werken wie den Dionysos-Dithyramben oder den Liedern des Prinzen Vogelfrei gekennzeichnet, sondern von der überragenden Prosa des Meisterstilisten.
Zu den dramatisch beleuchteten, häufig im Profil aufgenommenen Photographien Georges bemerkte Anton Kuh: „Er sieht aus wie eine alte Frau, die wie ein alter Mann aussieht.“
Für Gottfried Benn war George „das großartigste Durchkreuzungs- und Ausstrahlungsphänomen, das die deutsche Geistesgeschichte je gesehen hat“. Das Eingangswerk Komm in den totgesagten Park und schau aus dem Jahr der Seele lobte er als „schönstes Herbst- und Gartengedicht unseres Zeitalters“. In seiner Rede auf Stefan George beschreibt er es als unendlich zartes Landschaftsgedicht, das etwas Japanisches habe, fern von „Verfall und Bösem“, zu „stiller Sammlung und innerem Genügen“ eingestellt. Das Zauberhafte, Idyll und reines Bild, das „zärtlich in der inneren Haltung wie im Versfall“ sei, finde man auch in anderen Parkgedichten. Während man bei Nietzsche und Hölderlin viel Zerstörung erkenne, sei bei George alles klar und zart. Für Benn ist es erstaunlich genug, die apollinische Klarheit in einem Land zu finden, aus dessen Dichtern leicht das Nicht-Sagbare hervorgestürzt sei, „nackte Substanz, schäumendes Gefühl“.
Georges Heimatstadt Bingen ehrte den Dichter von 2014 bis 2017 mit regelmäßigen Veröffentlichungen seiner Gedichte auf ihrer Homepage. Jeweils am 15. des Monats erschien ein Gedicht mit Kommentierung. George sollte so den Binger Bürgern näher gebracht werden. Daneben gibt es in Bingen auch ein Stefan-George-Museum im historischen Haferkasten, das dreimal die Woche nachmittags geöffnet hat.
Der umfangreiche Nachlass Stefan Georges sowie eine große Sammlung von Nachlassbeständen aus seinem Umfeld wird im Stefan George Archiv (StGA) in der Württembergischen Landesbibliothek Stuttgart geführt.

## Auszeichnungen
1927: Goethepreis der Stadt Frankfurt am Main

## Werke

### Werkausgaben
- Gesamt-Ausgabe der Werke. Endgültige Fassung. Georg Bondi, Berlin 1927–1934 (Ausgabe letzter Hand).
- Sämtliche Werke in 18 Bänden. Herausgegeben von der Stefan George Stiftung. Bearbeitet von Georg Peter Landmann, Ute Oelmann und Christoph Perels. Klett-Cotta, Stuttgart 1982–2012 (wissenschaftliche Studienausgabe).
- Gesamtausgabe der Werke, Faksimile und Volltext, Directmedia Publishing, Berlin 2004, ISBN 3-89853-499-5 (elektronische Ressource).

### Gedichtbände
- Die Fibel (frühe Gedichte, erst 1901 veröffentlicht; Digitalisat der StaBi Berlin)
- Hymnen (1890; Digitalisat der SLUB Dresden)
- Pilgerfahrten (1891; Digitalisat der StaBi Berlin)
- Algabal (1892; der Name bezieht sich auf den römischen Kaiser Elagabal) (Digitalisat und Volltext im Deutschen Textarchiv)
- Die Bücher der Hirten- und Preisgedichte der Sagen und Sänge und der hängenden Gärten (1895) (Digitalisat der StaBi Berlin)
- Das Jahr der Seele (1897; Digitalisat und Volltext im Deutschen Textarchiv; Text der zweiten Ausgabe beim Projekt Gutenberg)
- Der Teppich des Lebens und die Lieder von Traum und Tod. Mit einem Vorspiel (1900; Text beim Projekt Gutenberg; Digitalisat der StaBi Berlin)
- Tage und Taten (1903; Digitalisat des StGA Stuttgart)
- Der siebente Ring (1907; Volltext-Digitalisat)
- Der Stern des Bundes (1914; Text beim Projekt Gutenberg)
- Der Krieg (1917; Digitalisat der BSB München)
- Drei Gesänge (1921; Digitalisat der ULB Düsseldorf)
- Das neue Reich (1928; Digitalisat der StaBi Berlin)

Spätere Ausgaben der Gedichte:
- Gedichte, hrsg. von Günter Baumann, Philipp Reclam jun., Stuttgart 2004, ISBN 3-15-050044-3.
- Die Gedichte sowie Tage und Taten. In der Textfassung [und mit Band- und Seitenzählung] der kritischen Ausgabe der Sämtlichen Werke, vierte Auflage, Stuttgart 2017, ISBN 978-3-608-93632-2.

### Übertragungen
- Charles Baudelaire's Blumen des Bösen, umgedichtet von Stefan George (1891) (Digitalisat des StGA Stuttgart)
- Baudelaire. Blumen des Bösen. Umdichtungen (1901) (Digitalisat im Internet Archive)
- Uebertragungen aus den Werken von Albert Verwey (1904) (Digitalisat des StGA Stuttgart)
- Uebertragungen aus den Werken von Waclaw Rolicz-Lieder (1905) (Digitalisat des StGA Stuttgart)
- Zeitgenössische Dichter. Umdichtungen. 2 Bände (1905) (Digitalisate des StGA Stuttgart)
- Stéphane Mallarmé: Herodias. Umdichtung (1905) (Digitalisat des StGA Stuttgart)
- Dante. Stellen aus der Göttlichen Komödie (1909) (Digitalisat des StGA Stuttgart)
- Shakespeare Sonnette. Umdichtungen (1909) (Digitalisat im Internet Archive)
- Dante: Göttliche Komödie. Übertragungen (1912) (Digitalisat der USB Köln)

### Zeitschriften
- Blätter für die Kunst (1892–1919) (Digitalisat des StGA Stuttgart)

### Briefwechsel
- Briefwechsel zwischen George und Hofmannsthal. Hrsg. von Robert Boehringer, 1938.
- Stefan George / Friedrich Gundolf: Briefwechsel. Herausgegeben von Robert Boehringer mit Georg Peter Landmann. Helmut Küpper vormals Georg Bondi, München und Düsseldorf 1962.
- Stefan George / Friedrich Wolters: Briefwechsel 1904–1930. Herausgegeben von Michael Philipp. Castrum Peregrini Presse, Amsterdam 1998 (= Castrum Peregrini 233–235)
- Briefe. Melchior Lechter und Stefan George. Hrsg. von Günter Heintz. Hauswedell, Stuttgart 1991, ISBN 3-7762-0318-8.
- Briefwechsel. Stefan George und Ida Coblenz. Hrsg. von Georg Peter Landmann und Elisabeth Höpker-Herberg. Klett-Cotta Stuttgart, 1983, ISBN 3-608-95174-1.
- Von Menschen und Mächten. Stefan George – Karl und Hanna Wolfskehl. Der Briefwechsel 1892–1933. Hrsg. von Birgit Wägenbaur und Ute Oelmann im Auftrag der Stefan George Stiftung. C. H. Beck, München 2015, ISBN 978-3-406-68231-5.

## Filme und Digitalausstellungen
- Stefan George. Das geheime Deutschland. Dokumentarfilm, Deutschland, 2018, 48:44 Min., Buch und Regie: Ralf Rättig, Produktion: 3sat, ZDF, Erstsendung: 7. Juli 2018 bei 3sat, Inhaltsangabe von 3sat, (Memento vom 11. Juli 2018 im Internet Archive). von 3sat. Stefan George zum 150. Geburtstag.
- Der merkwürdige fall des stefan george. sic! Dokumentarfilm, Deutschland, 2018, 29:44 Min., Buch und Regie: Alexander Wasner, Produktion: SWR, Reihe: Bekannt im Land, Erstsendung: 7. Juli 2018 bei SWR Fernsehen, Inhaltsangabe von SWR, (Memento vom 27. September 2007 im Webarchiv archive.today). von SWR.
- Rosen und Disteln. Geburtstagsbriefe an Stefan George. Eine virtuelle Ausstellung des Stefan George Archivs bei der Deutschen Digitalen Bibliothek, veröffentlicht am 17. Dezember 2020.